# Municipio de Paton
El municipio de Paton (en inglés: Paton Township) es un municipio ubicado en el condado de Greene en el estado estadounidense de Iowa. En el año 2010 tenía una población de 396 habitantes y una densidad poblacional de 4,26 personas por km².

## Geografía
El municipio de Paton se encuentra ubicado en las coordenadas 42°10′24″N 94°12′14″O / 42.17333, -94.20389. Según la Oficina del Censo de los Estados Unidos, el municipio tiene una superficie total de 93.03 km², de la cual 93,02 km² corresponden a tierra firme y (0,02 %) 0,02 km² es agua.

## Demografía
Según el censo de 2010, había 396 personas residiendo en el municipio de Paton. La densidad de población era de 4,26 hab./km². De los 396 habitantes, el municipio de Paton estaba compuesto por el 96,46 % blancos, el 1,26 % eran afroamericanos, el 1,26 % eran amerindios y el 1,01 % eran de una mezcla de razas. Del total de la población el 1,77 % eran hispanos o latinos de cualquier raza.